# Rosa albertii
Rosa albertii är en rosväxtart som beskrevs av Eduard August von Regel. Rosa albertii ingår i släktet rosor, och familjen rosväxter. Inga underarter finns listade i Catalogue of Life.